# وانوا لاوا
وانوا لاوا (به لاتین: Vanua Lava) یک جزیره در وانواتو است که در Torba واقع شده‌است. وانوا لاوا ۲٬۶۲۳ نفر جمعیت دارد و ۹۲۱ متر بالاتر از سطح دریا واقع شده‌است.